# Mukala Kadima Nzuji
Mukala Kadima Nzuji, né le 23 novembre 1947 à Mobaye, est un poète, professeur, écrivain et critique littéraire congolais. On note dans quelques-uns de ses poèmes, l’influence de la négritude.

## Biographie
Dieudonné Mukala Kadima Nzuji est diplômé en lettres de l’université Lovanium. Au début des années 1970 avec l’essor de la poésie au Congo, il commence sa carrière de poète, de 1969 à 1971, il a collaboré au sein de  la revue culturelle Présence Universitaire à Paris. Il obtient en 1979, un doctorat en lettre et philosophie à l'université de Liège. Comme critique littéraire, on retiendra surtout son œuvre Littérature zaïroise de langue française (1945-1965) qui reste encore aujourd’hui incontournable en ce qui concerne l’étude de la littérature congolaise durant la période coloniale. Il dirigera également la rubrique littéraire des éditions Présence africaine.
Après avoir enseigné dans plusieurs universités d’Europe et d’Afrique, il finit par s’installer depuis 1983 à Brazzaville où il enseigne à l’université Marien-Ngouabi et dirige les éditions Hemar . Il dirige également le Centre d'études et de diffusion de la littérature congolaise (CEDILIC) à Kinshasa, RDC. Comme romancier, il a publié en 2003 son unique roman, La Chorale des mouches.
Il est membre correspondant honoraire de l'Académie royale des sciences d'outre-mer, Classe des sciences humaines.
Il est le frère de la poétesse Clémentine Nzuji.

## Œuvres

### Romans
- La chorale des mouches, Paris, Présence Africaine, 2003[4].

### Anthologie de la poésie
- Avant-propos pour une lecture plurielle de la poésie zaïroise (suivi

de treize poèmes), Présence Africaine, 104 (1977), p. 86-104.

### Recueils poétiques
- Les ressacs, Kinshasa, Lettres Congolaises ONRD, 1969.
- Préludes à la terre, Kinshasa, Mont Noir, 1971 (coll. « Jeune Littérature»).
- Redire les mots anciens, Paris, Saint-Germain-des-Prés, 1977
- Coll. Avec  Arthur Kalamoyi, Les gerçures de l’aube, Louvain-la-Neuve, [s.n.], 1983.
- Coll. Avec Arthur Kolamoyi, Noctambuliques, Présence Africaine, 131 (1984), p. 112-114.

### Études et Critiques littéraires
- Bibliographie littéraire de la République du Zaïre 1931-1972, Lubumbashi, CELRIA, 1973.
- La littérature zaïroise de langue française (1945-1965), Paris, A.C.C.T.-Karthala, 1984.

- Prix Georges-Bruel de l’Académie des sciences d’outre-mer.
- Le roman à la recherche d’une écriture, Notre Librairie, 63 (1989), p. 41-48.
- Jean Malonga, Écrivain Congolais(1907-1985), L'Harmattan, 1994, 190 p[5].
- The Belgian Territories, European-Language Writing in Sub- Saharan Africa (sous la dir. D’A. GÉRARD), Budapest, Akademiai Kiado’, 1986, p. 158-168.
- Coll. Avec GBANOU Selom Komlan (sous la dir.), L’Afrique au miroir des littératures, des sciences de l’homme et de la société. Mélanges offerts à V. Y. Mudimbe, Bruxelles – Paris, Archives et Musée de la Littérature – L’Harmattan, 2002.
- Théâtre congolais et réécriture de l’histoire nationale, dans KADIMA-NZUJI Mukala – GBANOU Selom Komlan (sous la dir.), L’Afrique au miroir des littératures, des sciences de l’homme et de la société. Mélanges offerts à V. Y. Mudimbe, Bruxelles – Paris, Archives et Musée de la Littérature – L’Harmattan, 2002, p. 335-353.
- Théâtre et politique au Congo-Zaïre. En mémoire de M. K. Mobyem Mikanza 1944-1994, Congo Afrique, 368 (2002), p. 481-497.
- Jalons pour une histoire du théâtre congolais moderne : espaces de création dramatique et spectaculaire, Congo Afrique, 368 (2002), p. 23-37.
- Justine ou les balises d’une souveraineté souveraine, dans Figures et paradoxes de l’Histoire au Burundi, au Congo et au Rwanda, Congo-Meuse, série biennale des Archives et Musée de la littérature et du Centre d’étude des littératures belge et congolaise de langue française, tomes 4-5, vol. 2, 2002, p. 734-748.
- Coll. Avec MALONGA Alpha Noël, Itinéraires et convergences des musiques traditionnelles et modernes d’Afrique, Paris – Brazzaville, L’Harmattan – Fespam, 2004[6].
- L’édition africaine : situation, enjeux et perspectives, dans Jean- Pierre BWANGA ZANZI (sous la dir.), 1960-2004 Bilan et tendances de la littérature africaine contemporaine, Lubumbashi, Presses Universitaires de Lubumbashi, 2005, p. 692-693.
- Coll. avec Abel Kouvouama et Paul Kibangou, Sony Labou Tansi ou la quête permanente du sens, L'Harmattan - Paris, 2007, 488 p[7].
- Théâtre et destin national au Congo-Kinshasa - 1965-1990, Paris, L'Harmattan, 2012, 202 p[8].